# 露の五郎
露の 五郎（つゆの ごろう）は、上方落語の名跡。現在は空き名跡となっている。
- 初代露の五郎 - 本項にて記述。
- 二代目露の五郎 - 後の二代目露の五郎兵衛。
- 三代目露の五郎 - 二代目の弟子である露の團四郎が2025年10月より襲名予定。

初代 露の五郎 (1893年4月8日 - 1936年2月19日) は、本名: 簱野米三郎。享年44。

## 経歴
父は「羅山」を名乗る冠句の宗匠で、息子に茶道など上品な芸事を習わせようとしたが、幼い時から寄席や芝居に興味を持つのを見て、結局その道を歩ませることになった。
初め5代目林家正三の門下で子役として林家三平を名乗る。1900年1月、7歳の時に大阪文芸館で初高座。色白の美男子であったため、17歳の時、歌舞伎の4代目中村芝雀（後の3代目中村雀右衛門）の門末に加わった。後、再び落語界に復帰し、上方落語の祖である露の五郎兵衛にあやかり、初代露の五郎を名乗る。
その経歴から芝居噺や山村流、若柳流の踊りを得意とし、殊に「槍さび」の地に乗せて舞う「丸橋忠彌」は絶品だったと言う。歌舞伎、踊りの世界にいただけに鹿芝居でも活躍。1936年、京都富貴席に出演中、急性肺炎により若くして死去。
SPレコードには『質屋芝居』『仇討曽我』『座頭殺し』『芝居噺し』があり、いずれも得意の芝居噺ばかりである。